# Пеорія (Іллінойс)
Пеорія (англ. Peoria) — місто (англ. city) в США, в окрузі Пеорія штату Іллінойс. Населення — 113 150 осіб (2020).

## Географія
Пеорія розташована за координатами 40°45′8″ пн. ш. 89°37′2″ зх. д. / 40.75222° пн. ш. 89.61722° зх. д. (40.752309, -89.617097). За даними Бюро перепису населення США в 2010 році місто мало площу 130,09 км², з яких 124,34 км² — суходіл та 5,75 км² — водойми.

### Клімат
| Клімат : Пеорія                                     | Клімат : Пеорія | Клімат : Пеорія | Клімат : Пеорія | Клімат : Пеорія | Клімат : Пеорія | Клімат : Пеорія | Клімат : Пеорія | Клімат : Пеорія | Клімат : Пеорія | Клімат : Пеорія | Клімат : Пеорія | Клімат : Пеорія | Клімат : Пеорія |
| Показник                                            | Січ.            | Лют.            | Бер.            | Квіт.           | Трав.           | Черв.           | Лип.            | Серп.           | Вер.            | Жовт.           | Лист.           | Груд.           | Рік             |
| Абсолютний максимум, °C                             | 21,7            | 23,3            | 30,6            | 33,3            | 40,0            | 40,6            | 45,0            | 41,1            | 40,0            | 33,9            | 27,2            | 21,7            | 45,0            |
| Середній максимум, °C                               | 0,4             | 3,2             | 10,2            | 17,2            | 22,9            | 27,9            | 29,8            | 28,8            | 25,0            | 18,1            | 10,2            | 2,3             | 16,4            |
| Середня температура, °C                             | −3,9            | −1,4            | 4,8             | 11,3            | 16,9            | 22,1            | 24,2            | 23,2            | 18,9            | 12,2            | 5,3             | −1,9            | 11,1            |
| Середній мінімум, °C                                | −8,3            | −6              | −0,6            | 5,4             | 10,9            | 16,3            | 18,6            | 17,6            | 12,9            | 6,4             | 0,5             | −6,1            | 5,7             |
| Абсолютний мінімум, °C                              | −32,8           | −32,2           | −23,3           | −10             | −3,9            | 3,9             | 7,8             | 5,0             | −3,3            | −13,9           | −18,9           | −31,1           | −32,8           |
| Середня кількість сонячних годин на місяць          | 147,4           | 155,6           | 187,9           | 222,8           | 272,6           | 306,9           | 310,1           | 279,3           | 233,2           | 204,2           | 127,9           | 118,7           | 2566,6          |
| Норма опадів, мм                                    | 45              | 45              | 71              | 92              | 110             | 90              | 98              | 82              | 80              | 72              | 80              | 61              | 927             |
| Днів з опадами                                      | 9,2             | 8,4             | 10,4            | 11,4            | 11,8            | 10,1            | 9,1             | 9,1             | 8,1             | 9,2             | 9,6             | 10,1            | 116,5           |
| Днів зі снігом                                      | 5,8             | 4,7             | 2,0             | 0,5             | 0,0             | 0,0             | 0,0             | 0,0             | 0,0             | 0,1             | 1,3             | 5,5             | 19,9            |
| Вологість повітря, %                                | 73.9            | 73.8            | 70.5            | 64.7            | 66.2            | 67.3            | 71.7            | 73.7            | 72.7            | 70.4            | 74.5            | 78.0            | 71.5            |
| --------------------------------------------------- | --------------- | --------------- | --------------- | --------------- | --------------- | --------------- | --------------- | --------------- | --------------- | --------------- | --------------- | --------------- | --------------- |
| Джерело: NOAA (sun and relative humidity 1961–1990) |                 |                 |                 |                 |                 |                 |                 |                 |                 |                 |                 |                 |                 |

## Демографія
Згідно з переписом 2010 року, у місті мешкало 115 007 осіб у 47 152 домогосподарствах у складі 27 353 родин. Густота населення становила 884 особи/км². Було 52621 помешкання (405/км²).
Расовий склад населення:
| - 62,4 % — білих - 26,9 % — чорних або афроамериканців - 4,6 % — азіатів - 0,3 % — корінних американців - 2,2 % — осіб інших рас |

До двох чи більше рас належало 3,6 %. Частка іспаномовних становила 4,9 % від усіх жителів.
За віковим діапазоном населення розподілялося таким чином: 24,7 % — особи молодші 18 років, 62,2 % — особи у віці 18—64 років, 13,1 % — особи у віці 65 років та старші. Медіана віку мешканця становила 34,0 року. На 100 осіб жіночої статі у місті припадало 90,9 чоловіків; на 100 жінок у віці від 18 років та старших — 87,3 чоловіків також старших 18 років.
Середній дохід на одне домашнє господарство становив 66 183 долари США (медіана — 45 552), а середній дохід на одну сім'ю — 80 778 доларів (медіана — 60 524). Медіана доходів становила 53 954 долари для чоловіків та 34 824 долари для жінок. За межею бідності перебувало 22,4 % осіб, у тому числі 32,1 % дітей у віці до 18 років та 10,5 % осіб у віці 65 років та старших.
Цивільне працевлаштоване населення становило 50 746 осіб. Основні галузі зайнятості: освіта, охорона здоров'я та соціальна допомога — 30,1 %, виробництво — 16,1 %, науковці, спеціалісти, менеджери — 10,7 %, роздрібна торгівля — 10,6 %.

## Відомі особистості
У поселенні народились:
- Лі Ґармс (1898—1978) — американський кінооператор.
- Гарольд Гудвін (1902—1987) — американський кіноактор
- Кетрін МакГвайр (1903—1978) — американська актриса німого кіно і танцівниця
- Ден Сіммонс (*1948) — американський письменник.
- Тай Зігель (1982—2012) — американський вояк.